# Praetor
A praetorok a Római Köztársaság választott magistratusai (főtisztviselői) voltak, rangban közvetlenül a consulok után következtek. Bírói, hadvezéri és a consulok távollétében azok helyetteseként államfői funkciót töltöttek be. Először Kr. e. 366-ban választottak praetort, és kezdetben csak patriciusok tölthették be ezt a szerepet. Az első plebeius praetort Kr. e. 337-ben választották meg Quintus Publilius Philo személyében.

## A praetori hivatal
Feladatuk a városi rend fenntartása, illetve ezen belül a polgári és büntetőjogi ügyekben való bíráskodás volt. A consulok távollétében azok helyett gyakorolták az államfői funkciókat. Hadat is vezethettek, egyéves imperiumukat bizonyos esetekben egy évvel meghosszabbíthatták. Hivatali idejük egy évig tartott, eközben hat lictorból álló kíséret illette meg őket (a későbbi időkben már csak kettő). A praetorokat a consulokhoz hasonlóan a comitia centuriata választotta meg.
Kezdetben egy praetort választottak, majd Kr. e. 246-ban egy másodikat is, kifejezetten a külföldiekkel való kapcsolatok szabályozására (praetor peregrinus, míg társát megkülönböztetésül a praetor urbis vagy praetor urbanus névvel illették). (A praetor peregrinus munkája a modern konzuli tevékenység egyik előzményének is tekinthető.) Az egyik praetor távollétében a másik irányította kollégája ügykörét is. Az idők folyamán mindvégig a praetor urbanus számított a legfőbb praetornak, az igazságszolgáltatás fejének, aki hivatali ideje alatt egyszerre legfeljebb tíz napra hagyhatta el Rómát. Emellett ő felügyelte az Apollo tiszteletére rendezett játékokat (Ludi Apollinares) is.

## Praetorok a tartományi igazgatásban
A Római Birodalom növekedésével párhuzamosan újabb praetorokat választottak: Kr. e. 227-ben Sicilia és Sardinia et Corsica, Kr. e. 197-ben pedig Hispania Ulterior és Hispania Citerior provincák élére neveztek ki egy-egy párt. A hat praetor közül így kettő Róma városában maradt, a másik négy pedig a tartományok igazgatásáért felelt, melyeket a senatus jelölt ki számukra.
A hivatali idejüket letöltött praetorok számára propraetori vagy proconsuli címmel hivatali évük lejárta után gyakran kisorsoltak egy-egy provinciát.

## A köztársaság válsága és a császárkor
A praetorok száma sokszor változott, ám tevékenységi területük mindvégig a jog és a bíráskodás maradt. Sulla emelte nyolcra a praetorok számát, amit Julius Caesar pedig fokozatosan 16-ra növelt.
A praetori cím volt talán az egyetlen olyan magistratura, amely a császárkorban is megőrizte súlyát, mint a jogi ügyletek vezetője. Augustus több változtatás után tizenkét praetornál állapodott meg. Tiberius alatt megint tizenhatan voltak, Claudius pedig még két praetort nevezett ki a hitbizományi ügyek élére. Titus ezt a számot egyre mérsékelte, azonban Nerva újabb praetort nevezett ki a császári kincstár, a fiscus és magánszemélyek közti ügyek vezetésére. Marcus Aurelius egyes források szerint még egy praetori hivatalt hozott létre a gyámsági ügyek kezelésére. A cím a késő császárkorban enyészett el.